# Солнцев, Егор Григорьевич
Его́р Григо́рьевич Со́лнцев (12 апреля 1818, Санкт-Петербург — 30 декабря 1864, там же) — русский живописец и мозаичист, младший брат художника-археолога Фёдора Солнцева.

## Биография
Мозаичное дело Е. Г. Солнцев изучал в Риме, в мастерской Барбери. Самые известные мозаики Е. Г. Солнцева были выполнены для Исаакиевского собора — мозаика главного иконостаса («Христос Спаситель») и «Апостол Петр».

## Работы находятся в собраниях
- Государственный Русский музей[2]
- Государственная Третьяковская галерея[3]
- Таганрогский художественный музей

## Семья
- Солнцев, Фёдор Григорьевич (1801—1892) — брат, крупнейший русский специалист по художественной археологии (художник, архитектор и историк), руководитель знаменитого издания «Древности Российского государства». Заведовал художественным оформлением Большого Кремлёвского дворца.